# Rumex punjabensis
Rumex punjabensis är en slideväxtart som beskrevs av K. M. Vaid & H. B. Naithani. Rumex punjabensis ingår i släktet skräppor, och familjen slideväxter. Inga underarter finns listade i Catalogue of Life.